# Carcelia ridibunda
Carcelia ridibunda är en tvåvingeart som först beskrevs av Walker 1859.  Carcelia ridibunda ingår i släktet Carcelia och familjen parasitflugor. Inga underarter finns listade i Catalogue of Life.